# 外ヶ浜町立平舘小学校
外ヶ浜町立平舘小学校（そとがはまちょうりつ たいらだてしょうがっこう）は、青森県東津軽郡外ヶ浜町平舘にあった公立小学校。

## 概要
- 本校は、外ヶ浜町の旧平舘村中心部にあり、旧平舘村域全域を学区としていた。

## 沿革
- 1877年（明治10年） - 平舘小学として創立。
- 1878年（明治11年） - 新校舎落成。
- 1880年（明治13年） - 銘強小学に改称。
- 1886年（明治19年） - 平舘簡易小学校に改称。
- 1892年（明治25年） - 平舘尋常小学校に改称。
- 1918年（大正7年）10月30日 - 校舎新築落成。
- 1920年（大正9年）4月 - 高等科併置し、平舘高等尋常小学校に改称。
- 1927年（昭和2年） - 野田尋常小学校を併合。
- 1928年（昭和3年） - 新築校舎落成。
- 1941年（昭和16年）4月1日 - 国民学校令により、平舘国民学校に改称。
- 1947年（昭和22年）4月1日 - 新学制制度発足により、平舘村立平舘小学校に改称。同日から、平舘･石崎中学校を併置し、高等科生を中学校に移籍。
- 1948年（昭和23年）12月25日 - 平舘･石崎中学校が平舘中学校として、分離・独立。
- 1963年（昭和38年）8月24日 - 新校舎落成。
- 1994年（平成6年）4月 - 統合平舘小学校が新築開校[1]。
- 2005年（平成17年）
  - 3月28日 - 外ヶ浜町誕生により、外ヶ浜町立平舘小学校に改称。
  - 11月 - 完全給食開始[2]。
- 2018年（平成30年）
  - 5月20日 - 本校と平舘中学校との最後の合同運動会が行われた[3]。
  - 11月18日 - 本校体育館で閉校式挙行[4]
- 2019年（平成31年）
  - 3月20日 - 最後の卒業式挙行[5]。最後の卒業生は7名。
  - 3月31日 - 蟹田小学校に統合され、閉校[6]。

## 学区
- 外ヶ浜町の旧平舘村全域。

## 周辺
- 平舘山村広場
- 国道280号
- 外ヶ浜町立平舘中学校
- 外ヶ浜町役場平舘支所（旧:平舘村役場）

## アクセス
- 外ヶ浜町役場平舘支所から、徒歩約400m・約8分。
- 平舘中学校から、徒歩約800m・約15分（直線距離は近いが、道路の関係で遠回りとなる）。
- 外ヶ浜町循環バス「平舘支所前」バス停から、徒歩715m・約13分。
- JR津軽線蟹田駅から、車で約12.6km・約26分。
- 外ヶ浜町役場蟹田本所から、車で約12.9km・約26分。
- JR北海道新幹線奥津軽いまべつ駅から、車で約26.9km・約54分。

## 参考資料
- 『青森県教育史 別巻』（青森県教育委員会・1973年12月20日発行）759頁「学校沿革 小学校 平舘小学校」